# 大阪
大阪（おおさか、英語: Osaka）は、日本の近畿地方（関西地方）の地名、都市。
律令国では摂津国の範囲であり、近畿の経済・文化の中心地。
かつては大坂と表記し、古墳時代から江戸時代以降の長きにわたり、日本経済と文化の中心地であった。そのため、京都と共に上方と呼ばれ、古都・副都・水都としての歴史も持つ。
現在の「大阪」は、近畿地方に位置する包括的地方公共団体・大阪府や、その府庁所在地であり西日本最大の都市・大阪市を指し、広い意味では大阪市を中心とする京阪神（近畿地方、大阪都市圏〈阪神都市圏〉、京阪神大都市圏、近畿圏など）を漠然と総称することにも使われる。

## 地名の由来と変遷
「大坂」という地名は、元は大和川と淀川（現在の大川）の間に南北に横たわる上町台地の北端辺りを指し、古くは摂津国東成郡に属した。
この漢字の地名に関する最古の記録は、1496年、浄土真宗中興の祖である蓮如によって書かれた御文の中に見られる「摂州東成郡生玉乃庄内大坂」との記載である。もともと、蓮如が大坂と呼んだ一帯は、古くは浪速（難波・浪花・浪華）などが地域の名称として用いられていたが、蓮如が現在の大阪城域に大坂御坊（いわゆる石山本願寺）を建立し、その勢力を全国に伸ばすに及んで、大坂という呼称が定着した。
その語源は、大きな坂があったために大坂という字が当てられたという説があるが、蓮如以前の大坂は「オホサカ」ではなく「ヲサカ」と発音されており、諸資料にも「小坂（おさか）」と表記された例が見られる（正安3年（1301年）刊の『宴曲抄』には、熊野参詣の行路として「九品津小坂郡戸の王子」が言及されており、これが大坂に比定される。また『日本書紀』には烏瑳箇とある）。このためにこの説は信憑性に乏しい。
蓮如以後、大坂は「おおざか」と読んだとされる。江戸時代、商人の伝兵衛が海難事故でロシア帝国に漂流したとき、ロシア人には「ウザカ」と聞こえたと伝わっている。
漢字の表記は当初「大坂」が一般的だったが、「坂」の字を分解すると「土に反る」となり、死を連想させることから、江戸時代のころから「大阪」とも書くようになり、明治時代には、「大阪」が定着した。一説に「坂」から「阪」への変更は、明治新政府が「坂」が「士が反する」、すなわち武士が叛く（士族の反乱）と読めることから「坂」の字を嫌ったともいわれる。
ただし、「大阪府庁所用の官印に、大阪府印、大坂府印の両様あるを以て見れば、坂阪二字の變更は偶然に起こりしにて、必ずしも深き理由ありしにあらざるべし。」と、昭和2年再版発行「大阪市史　巻1」は語る。

## 歴史
現在の大阪市の基である大坂の町は、古墳時代の難波高津宮、飛鳥時代に大化の改新が行なわれた難波長柄豊埼宮（なにわのながらのとよさきのみや）、住吉津（すみのえのつ）難波津（なにわのつ、なにわづ）を起源に持つ港湾都市であり、日本の流通の要であった。律令制では摂津国の範囲であり、江戸時代には現在の大阪市中央部を広く町域とする大都市であり、日本経済の中心だったため、天下の台所と呼ばれるようになった。

### 「大坂」地名発生以前の大坂
のちの「大坂」が位置する上町台地は、古代には「難波潟」と呼ばれる葦原の広がる湿地に突き出した半島状の陸地で、浪速（なみはや、なにわ）、難波(なにわ)、浪花（なにわ）、浪華（なにわ）などと書き表されてきた。
この地には、上代にはヤマト王権が使節を送り出したり、返答使の迎接を行った住吉津や難波津が置かれ、運河難波の堀江が築かれた。また仁徳天皇の時代には難波高津宮、孝徳天皇の時代には難波宮、聖武天皇の時代には難波京（難波宮）が営まれ、都あるいは副都として機能した。律令制のもとでは都に置かれた京職に準じる特別の官署・摂津職によって管理された。
上代から奈良時代にかけて難波の地がこのように重要視されたのは、大阪湾が西日本の交通の要である瀬戸内海の東端に位置している上、難波高津宮、難波宮、以後の飛鳥古京・藤原京・平城京などから最も近い港湾であることによる。住吉津を管理する住吉大社は大和朝廷直属の社として別格であった。
難波津は土砂の堆積により外港としての機能が衰え、奈良時代末には神崎川河口の河尻泊（現在の兵庫県尼崎市）などに繁栄を一時譲る。しかし平安時代に淀川水系を利用して営まれた平安京が恒久的な都となったことから、源氏渡辺氏によって難波津から渡辺津と名前を変え、瀬戸内海から淀川を通じて京都に通じる内港な水運の要衝として栄えたほか、北から淀川を渡り南の四天王寺や住吉大社、さらには熊野へと続く陸上交通熊野街道の起点な要衝としても栄えた。

### 近世の大阪の移り変わり

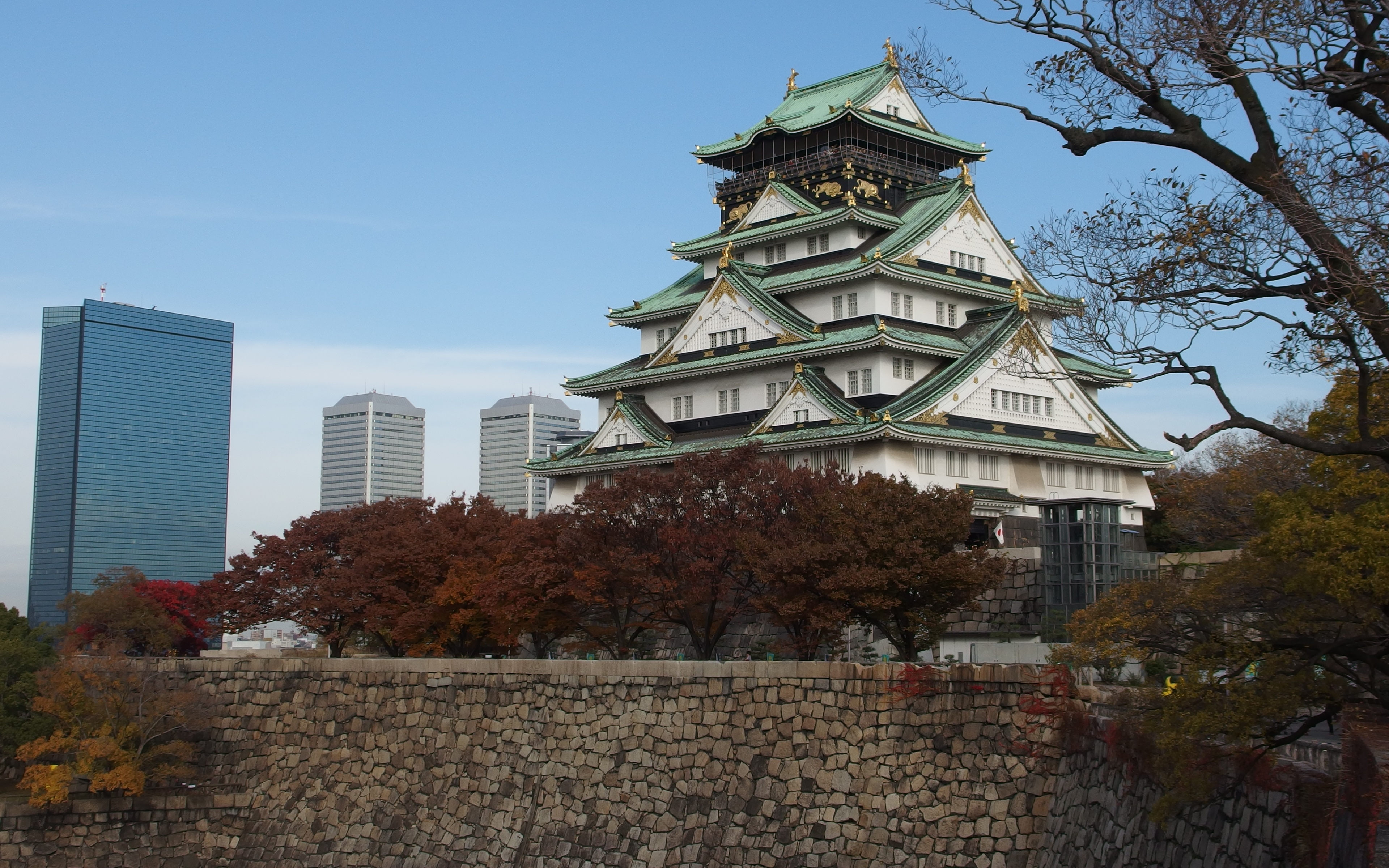
大坂城（2014年11月）

15世紀に大坂の地名を持って呼ばれるようになった上町台地の先端部には、古代から生國魂神社が鎮座していたが、1496年に蓮如が隣接して建立した浄土真宗の大坂道場（石山道場）に、1532年に証如が山科本願寺から移り、大坂本願寺（石山本願寺）となったことから寺内町として発展した。
織田信長と本願寺の間に戦われた石山合戦で1580年に顕如が退去した後の1583年には、大坂本願寺の跡地に豊臣秀吉が大坂城を築き、城下に配下の大名の屋敷や堺などの周辺の町々の町人を集めて、上町台地から大阪平野に広がる大坂の町を築いて再び政治・経済の中心都市とした。このため、安土桃山時代のうちの豊臣政権期を指して「大坂時代」と呼ぶ人もいる。なお、大坂築城の際に生國魂神社は現在地に移転させられている。
豊臣氏が滅んだ大坂夏の陣で大坂は荒廃した。江戸幕府は、味方となる大名が西国には乏しいことから大坂を直轄地（天領）とし、西国に睨みを利かせる要として大坂城を再建し大坂城代を置く一方、海路に難所が多く海運に不向きな江戸よりも、古より恵まれた海運の要衝の地として治めるべく河川の改修や堀の開削を行い、諸藩も蔵屋敷を置いた。蔵屋敷へは水路で年貢米が運ばれたため八百八橋と言われるほど橋と水路の多い町となった。こうして水の都として復興した大坂は日本全国の物流が集中する経済・商業の中心地となり、「天下の台所」と呼ばれて繁栄した。こうした経済的な発展に伴って「元禄文化」が大坂を中心に花開いた。元禄年間、この地の人口は35万を有していた。また、堂島米会所では世界で最初の先物取引が行われた。
松平定信は大阪の繁盛ぶりについて「摂州大阪の地は輻輳第一の地にして四方の都会ここにまさるはなし。ゆえにわが国において金銀共に大阪のごとく交通の多く自由なるはあらず」と記した（『庶有編』）。
近世大坂の町は江戸幕府の派遣した大坂町奉行支配のもとに北組・南組・天満組の三組に分かれ、総称して大坂三郷と呼ばれた。北組・南組は現在の中央区の本町通を境に分かれ、天満組は北区の大阪天満宮を中心とする一帯である。なお、天満は元和年間頃まで大坂とは別の町とみなされていた。大阪の旧市街地は沽券地として、江戸幕府から町人間で譲渡が許されていた。
古代〜近世にかけ現在の大阪市中心部はその姿を整えた。現在も続く以来の大阪の町は、上町・天満・堂島・中之島・船場・島之内・堀江・下船場などが知られている。

### 大坂から大阪へ
江戸時代中期には「大坂」と「大阪」が併用され、明治維新後の1868年、新政府はもとの大坂三郷に大阪府を置いた。元来の「大坂」に代わって「大阪」が正式な表記となったのは、このころである。「阪」は「坂」の異体字のなかでも古字とされる字であり、阜部（読み：ぶぶ、意味：こざとへん）は小高い土山・丘陵を意味する。
鳥羽伏見の戦いの後、大久保利通により、大阪に遷都する旨の建白書が出された。これは、諸外国との外交、富国強兵策、内戦の指導権の把握、海軍の建設などの点で最適であるとした内容だった。また、財政的基礎を持たない明治政府にとって、京阪一帯の政商資本家との結びつきを考慮したものでもあった。しかし、これが実現しないうちに大阪城明け渡し前に江戸幕府が火を掛けて焦土と化し、慶応4年（1868年）3月、前島密による江戸奠都の建言が出され、最終的に大久保もこれに同意し、江戸への奠都が決定された。
明治維新の直後は廃藩置県によるいわゆる「大名貸」の貸し倒れや地租改正による金納化（結果的には農民による米の自由売買につながった）によって、大阪経済は大きな打撃を受けたが、経済産業の近代化とともに次第に西日本経済の中心地としての地位を確立していくことになる。
1869年には北・南・天満の三郷から東・南・西・北の4大組に再編され、1875年に大区小区制が施行されると、順に第1～4大区となり、1879年に郡区町村編制法が施行されると、再び東・南・西・北の4区となった。
1889年には市制施行により大阪府管内の大阪市となる（市制特例参照）。
難波津後退以来1000年以上にわたって内陸の都市だった大阪は、1897年の第一次市域拡張によって大阪湾に面する市域となり、海港の造成（第一次大阪港修築工事）も同年にスタートした。1925年の第二次市域拡張では東成郡・西成郡の残余44町村全てを編入し、首府の東京府東京市（現・東京都区部）を人口で追い抜き、日本最多の人口を有する都市となった。また、世界でも6番目の人口を誇る主要都市となり、ここに大大阪時代が到来した。
しかし1932年に東京府東京市が周辺町村の合併による市域拡大によって、人口で再び大阪市を追い抜いたため、大大阪時代はわずか7年で終焉した。
1955年の第三次市域拡張では河内国の範囲にあたる6町村を編入し、ほぼ現在の市域となった。後年に湾岸部の埋立造成が拡大し、市域はさらに広がったが、これ以降編入合併による市域拡張は行われておらず、政令指定都市の中でも予算規模等上位にありながらも非常に面積の小さい市となっている。
府県のほうでは、1881年に現在の奈良県を編入していた堺県を大阪府へ編入して最大版図となったが、1887年に奈良県を分離した。1958年には京都府の一部を大阪府へ編入し、現在の府域となった。

## 文化
大阪は長らく日本の文化の中心地であった京都に近く、また西日本最大の都市として発展したため、独自の文化を築いてきた。以下の食文化や芸能文化がよく知られるほか、大阪弁は東京方言や京言葉などとともに日本で最も知られた方言の一つである。

### 食文化
全国からあらゆる食材が集まる「天下の台所」であり、瀬戸内の海産物や大阪近郊の野菜にも恵まれ、日本料理の基礎となった食文化が栄え、「大阪の食い倒れ」（大阪人は破産しそうなほど飲食に贅沢をするという意味であるが、大阪人は食べ物自慢にうるさい、大阪には食べ切れないほど美味いものが沢山ある、といった意味でも使われる）ということわざまで生まれた。しゃぶしゃぶや懐石料理、うどんすき、大阪寿司や割烹などの本格的な日本料理の発祥地としてや、たこ焼きやお好み焼き、串カツ、イカ焼きといった、“粉もん”を中心とした庶民の味まで、さまざまな料理が楽しめる。現在大阪では廃れた最古級の発祥地として蕎麦があり、これは関東では砂場の名門屋号として知られている。
昔からの土産としては岩おこしやコンブがあり、現在は廃れたもののキュウリ、ダイコンなどの伝統野菜（なにわ野菜）が見直されたり、和泉でしかできない水なすや和泉のタマネギ、ミズナなど野菜の特産もある。特にネギは九条葱などの青ネギの原種であり、最古（奈良時代には既にあった記録が残る）の品種である難波葱の一大生産地として戦前まで栄え、大阪の代名詞にもなり、これは鴨南蛮の語源となったともされている。南河内では明治の頃より山梨に次ぐ古くから葡萄の栽培が盛んであり、現在でもその出荷量は全国上位に入る品種もある。近年では、葡萄の中でも日本古来6品種の一つで約400年前より大阪に伝わる紫葡萄が、特産の葡萄として復活させるべく栽培と普及が進められている。
昔から“大阪の味”として親しまれてきたものとしては、ハモ、フグ、きつねうどん、まむしなどがある。特にふぐ料理は全国消費量の約6割が大阪での消費であり、代表的な料理法としてはてっちりやてっさがある。
過去には主に商人の食卓で、半助（蒲焼にした後のウナギの頭部）を使った炊き合わせや船場汁など、節約料理も数多く見られた。
鶴橋などのコリア・タウンがあることから焼肉の店も多く、日本でホルモン焼きが広まった最初の都市である。また、インスタントラーメンや酢昆布など、大阪発祥の料理・食品も多い。
また、食の風習としては、節分の行事としての太巻き寿司の丸かぶり（いわゆる恵方巻）がある。

### 芸能
人形浄瑠璃発祥地であり本場。大坂相撲や上方歌舞伎も盛んであった。このほかにも庶民の娯楽として、米沢彦八らが起源とされる上方落語、漫才、吉本新喜劇・松竹新喜劇などのお笑い文化が栄えている。大阪は商業の町としての性格上、お互いに角の立たない円滑で穏和なコミュニケーション術が発達した。こうしたことが大阪でお笑い文化が花開く素地となったのではないかとされる。

### 八百八橋
江戸時代、江戸の「八百八町」、京都の「八百八寺」と並んで、大阪（浪華）は「八百八橋」で知られた。実際には江戸の橋は約350だったのに対して、大阪の橋は200ほどだったが、江戸の半分の橋は幕府が設置した公儀橋だったのに対し、大阪の公儀橋は12橋で残りはすべて町人達が自腹で架けた橋だった。

## 備考
- 和文通話表で、「お」を送る際に「大阪のオ」という。
- Macintoshのフォントに「Osaka」という名前のものがある。
- 各地の商業中心地を「○○の大阪」と例えることがあった。「山陰の大阪」（鳥取県米子市）、「北陸の大阪」（富山県高岡市）など。